# RJ-11

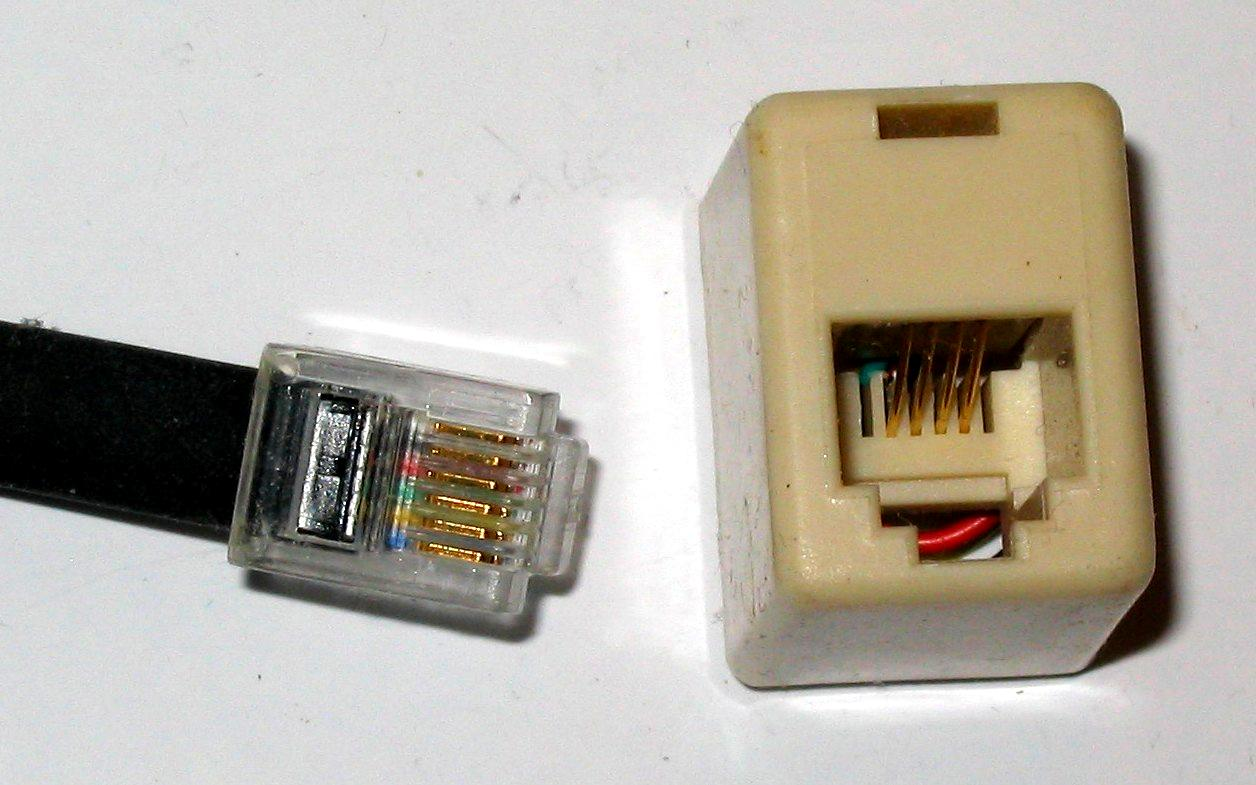
Wtyk RJ-12 i gniazdo RJ-14 (wymiary te same)

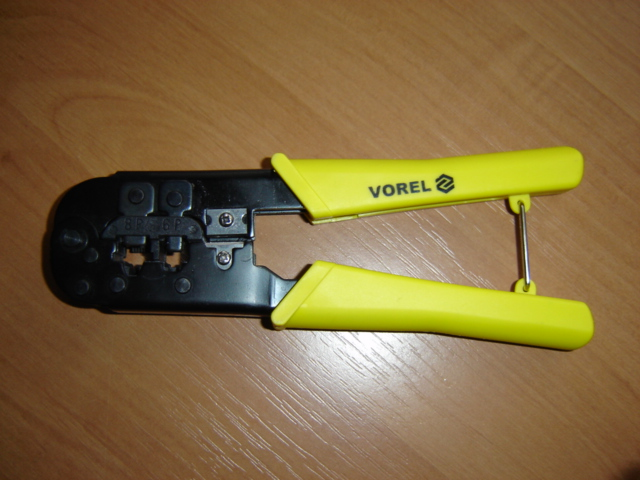
Zaciskarka uniwersalna złączy RJ

RJ-11 (6P2C) (ang. Registered Jack – type 11) – sześciopozycyjny (tj. szeroki na sześć styków) wtyk telefoniczny z dwoma stykami przeznaczony dla zarejestrowanego gniazda 11, używany zazwyczaj do zakończenia przewodów łączących sprzęt telekomunikacyjny. Służy np. do połączenia analogowego telefonu lub modemu komputerowego z gniazdem telefonicznym.
Tym określeniem bardzo często błędnie nazywa się inne sześciopozycyjne wtyki RJ-14 – to jest 6P (pozycji od ang. positions) 4C (styki od ang. contacts), używane między innymi dla 2 linii telefonicznych, oraz RJ-12 (6P6C) dla 3 linii telefonicznych. Wymiarami nie różni się od RJ-12 lub RJ-14. W praktyce każdy sześciokrotny wtyk modularny nazywany jest RJ-11, co jest błędem, ponieważ nazwa RJ definiuje nie tylko liczbę pozycji ale i liczbę styków oraz sposób okablowania.

## Wtyk

### Piny
Oznaczenie RJ odnosi się do typu i rozmiaru wtyku, a następująca po tych literach liczba określa ilość pinów i rodzaj sygnałów.
Tabela wybranych połączeń i numeracji złącz RJ.
| Pozycja na złączu | RJ-11 | RJ-14 | RJ-12 | Numer pary | TIP / RING | Polaryzacja | Oznaczenia kolorami CAT 5e / CAT 6 | Stare oznaczenia kolorami |
| ----------------- | ----- | ----- | ----- | ---------- | ---------- | ----------- | ---------------------------------- | ------------------------- |
| 1.                |       |       | 1     | 3          | T          | +           | biały-zielony                      | biały                     |
| 2.                |       | 1     | 2     | 2          | T          | +           | biały-pomarańczowy                 | czarny                    |
| 3.                | 1     | 2     | 3     | 1          | R          | -           | niebieski                          | czerwony                  |
| 4.                | 2     | 3     | 4     | 1          | T          | +           | biały-niebieski                    | zielony                   |
| 5.                |       | 4     | 5     | 2          | R          | -           | pomarańczowy                       | żółty                     |
| 6.                |       |       | 6     | 3          | R          | -           | zielony                            | niebieski                 |

## Sposób zaciskania końcówki
- żyłę w kolorze czerwonym (lub niebieskim) należy umieścić w pinie nr 3
- żyłę w kolorze zielonym (lub biało-niebieskim) należy umieścić w pinie nr 4

Aby wykonany kabel spełniał swoje zadanie należy dobrze (do końca) wcisnąć poszczególne żyły do przyporządkowanych im pinów i zacisnąć wtyk RJ-11 za pomocą zaciskarki. Plastikowy zacisk wtyku powinien zostać zaciśnięty na zewnętrznej wspólnej dla wszystkich żył izolacji kabla. Wtyczki wykonywane są w wersjach dla kabla z linki lub drutu (nie można ich stosować zamiennie). Otwór na kabel może być przystosowany do kabla okrągłego lub płaskiego. Wtyk może być dodatkowo ekranowany. Zaciśnięcie wtyku przeznaczonego do linki na kablu z drutem lub odwrotnie może być powodem niestabilnej pracy złącza (sporadyczny brak połączenia elektrycznego).